# Die Frühlingsshow
Die Frühlingsshow war eine Musikshow des ZDF. Die knapp zweieinhalbstündige Sendung wurde von 2006 bis 2013 im Frühling in jeweils mehreren Folgen ausgestrahlt. Sendetermin war sonntags um 11:00 Uhr.

## Sendung
In den Jahren 2006 und 2007 wurden jeweils zwei Frühlingsshows aus Südtirol gesendet. Die erste Sendung wurde an einem Donnerstag um 20:15 Uhr gezeigt und die zweite am darauffolgenden Sonntag um 11:00 Uhr. Moderiert wurden sie von Andrea Kiewel. 2008 gab es nur eine Sendung aus Teneriffa. Da Kiewels Vertrag im Zuge von Schleichwerbungsvorwürfen aufgelöst wurde, übernahm Andrea Ballschuh die Moderation. Von 2009 bis 2013 wurden jeweils drei Shows ausgestrahlt. 2009 kamen sie aus Gran Canaria und 2010 aus Fuerteventura. In dieser Zeit waren Eva-Maria Grein und Ingo Nommsen die Moderatoren. Ab 2011 moderierte Kiewel wieder Die Frühlingsshow. Im selben Jahr wurde die Neuerung eingeführt, dass die erste Sendung eines Jahres jeweils ein „Promispecial“ ist, in dem Kiewel Prominente trifft und Ausschnitte aus vergangenen Frühlingsshows gezeigt werden. 2011 wurde es aus Teneriffa ausgestrahlt, 2012 von Mallorca und 2013 aus Berlin. 2011 wurden die drei folgenden Shows aus Lanzarote gesendet, 2012 und 2013 jeweils aus Gran Canaria. 
Hierbei war das Konzept ähnlich dem des ZDF-Fernsehgarten, der von Kiewel moderiert wird. Wegen der großen Beliebtheit dieses Formats wurde Die Frühlingsshow 2014 vom ZDF-Fernsehgarten on Tour abgelöst. Bei der Musikshow wurden überwiegend Schlager gesungen, teilweise traten auch internationale Künstler wie Marit Larsen in der Show auf.

## Moderatoren
- Andrea Kiewel (2006, 2007, 2011–2013)
- Andrea Ballschuh (2008)
- Eva-Maria Grein (2009, 2010)
- Ingo Nommsen (2009, 2010)